# 向島インターチェンジ
向島インターチェンジ（むかいしまインターチェンジ）は、広島県尾道市向島町にある西瀬戸自動車道（通称：しまなみ海道）のインターチェンジである。本線料金所（向島TB）を併設している。
向島唯一のICで、西瀬戸自動車道広島県諸島部唯一のフルICでもある。
広島県警察高速道路交通警察隊向島分駐隊が併設されている。

## 道路
- 西瀬戸自動車道（3番）
- 接続する道路：国道317号

## 料金所施設
料金所は本線とIC内の2か所に分散している。
本線料金所
- 因島方面から尾道方面への直通
- 尾道方面から因島方面への直通
- 向島ICから因島方面への乗車

向島IC料金所
- 因島方面から向島ICでの下車
- 尾道方面から向島ICでの下車
- 向島ICから尾道方面への乗車

このため、本線料金所へ入ってしまうと向島ICでの下車は出来ない。特に因島方面から向島ICで下車するときは本線料金所の進行方向一番左端の料金所脇をすり抜けるような形になるためわかりにくくなっている。また向島ICから乗車する場合にすぐ見える料金所は尾道方面行きであるため、因島方面へ向かうためには左側の料金所のないレーンを通行し本線料金所へ行く必要がある。
3つの本線料金所と向島IC料金所すべてでETCのノンストップ通行に対応している。

### 本線料金所
- ブース数：7

#### 上り
- ブース数：4
  - ETC専用：2
  - 一般：2

#### 下り
- ブース数：3
  - ETC専用：1
  - ETC/一般：1
  - ETC/一般（向島入口）：1

### 向島IC料金所
- ブース数：5

#### 入口
- ブース数：2
  - ETC/一般（本州方面）：1
  - 四国方面（本線料金所）：1

#### 出口
- ブース数：3
  - ETC専用：1
  - ETC/一般：1
  - 一般：1

## 周辺
- 尾道大橋
- 新尾道大橋
- 因島大橋

## バス停留所
本線料金所の今治寄りに高速バス専用のバス停留所が設けられている。

### 停車する路線

#### 都市間高速バス
| のりば | 愛称               | 運行会社                                                       | 行先                             | 備考       |
| ------ | ------------------ | -------------------------------------------------------------- | -------------------------------- | ---------- |
| 上り線 | シトラスライナー   | 中国バス・本四バス開発・因の島バス                             | 福山駅                           |            |
| 上り線 | フラワーライナー   | 広島交通・中国バス・本四バス開発・因の島バス                   | 中筋駅・不動院・新白島駅・広島BC |            |
| 下り線 | しまなみライナー   | 広交観光・瀬戸内運輸・瀬戸内しまなみリーディング               | 今治駅・今治桟橋                 | 広島発着便 |
| 下り線 | しまなみライナー   | 中国バス・鞆鉄道・瀬戸内運輸・瀬戸内しまなみリーディング       | 今治駅・今治桟橋                 | 福山発着便 |
| 下り線 | キララエクスプレス | 中国バス・本四バス開発・瀬戸内しまなみリーディング・伊予鉄バス | 松山市駅                         |            |

#### 一般路線バス
- 凡例
  - ■ おのみちバス
  - ■ 本四バス開発
  - ■ 因の島バス

| のりば | 路線番号 | 路線名           | 行先・方面など                                         | 備考         |
| ------ | -------- | ---------------- | ------------------------------------------------------ | ------------ |
| 上り線 | 7        | ■尾道 - 因島線   | 尾道学園前・長江口・尾道駅前                           |              |
| 上り線 | 1        | ■尾道 - 瀬戸田線 | 尾道学園前・市民病院・長江口・尾道駅前                 |              |
| 上り線 | 20       | ■尾道 - 瀬戸田線 | 尾道学園前・市民病院・長江口・尾道駅前・JA尾道総合病院 | 平日のみ運行 |
| 下り線 | 70       | ■尾道 - 因島線   | 因島大橋・因島総合支所前・土生港前                     |              |
| 下り線 | 12       | ■尾道 - 瀬戸田線 | 因島大橋・因島重井BS・瀬戸田港                         |              |

## 隣
西瀬戸自動車道
(2)尾道大橋出入口 - 向東BS - (3)向島IC/TB/BS - 大浜PA/BS - (4)因島北IC